# Filtration (Trennverfahren)

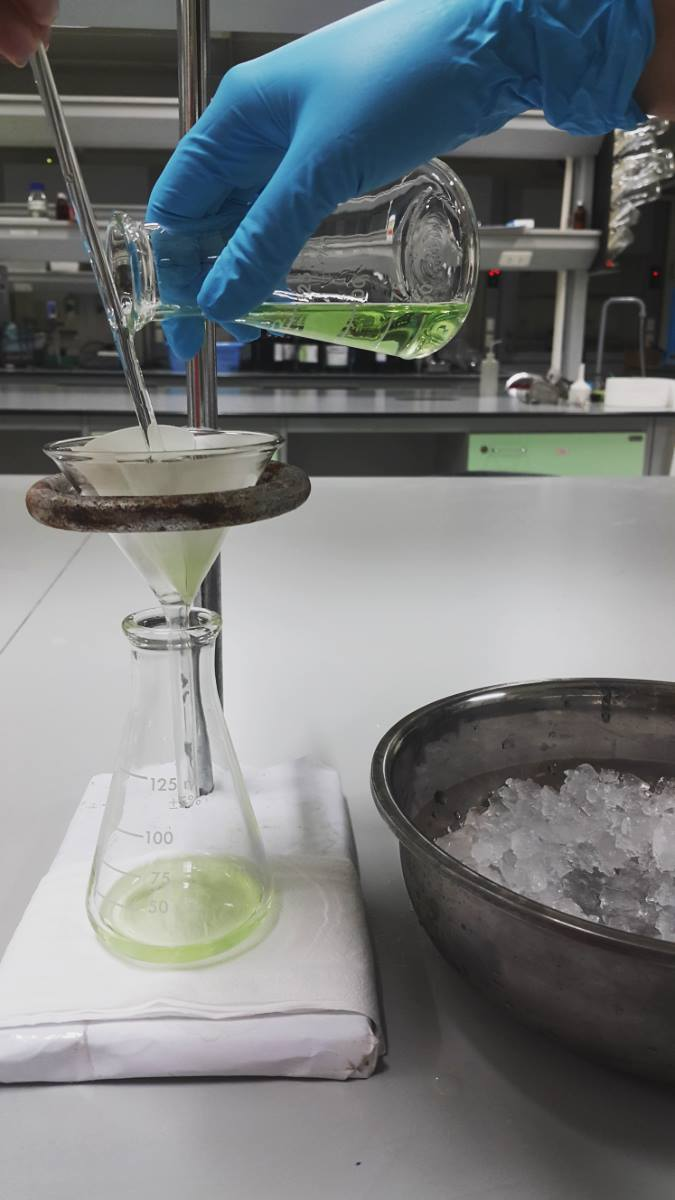
Mechanismus der Kaltfiltration, bei der die auf einem Eisbad auf eine niedrige Temperatur abgekühlte Lösung mit gleichmäßiger Geschwindigkeit in den Filtertrichter (mit Filterpapier) geleitet wird.

Die Filtration (auch Filtrierung, Filterung oder Filtern genannt) beinhaltet die Abtrennung von festen Partikeln, Makromolekülen, Mikroorganismen, Viren oder Tröpfchen aus einem Fluid mittels eines Filtermediums. Das Fluid kann dabei das Filtermedium durchströmen, während die abzutrennenden Komponenten des zu filtrierenden Fluids durch das Filtermedium zurückgehalten werden. Die Permeation des Fluids durch das Filtermedium ist dabei mit einer Druckdifferenz verbunden. Das zu filtrierende Fluid kann gasförmig oder flüssig sein. Es kann sich um eine Lösung, eine Suspension, eine Emulsion oder ein Aerosol handeln. Die Filtration gehört zu den mechanischen Trennverfahren. Da als Filtermedien häufig Membranen verwendet werden, besteht ein enger Zusammenhang mit der Membrantechnik. Klassische, durch Druckdifferenzen über das Filtermedium hinweg getriebene Filtrationsprozesse werden üblicherweise von anderen membranbasierten Separationsprozessen, wie der Umkehrosmose und der Pervaporation, sowie von zur präparativen Reinigung von Stoffgemischen eingesetzten chromatographischen Verfahren, wie der Säulenchromatographie, abgegrenzt.
Das Wort (nach italienisch filtrare, „durchseihen“) bezeichnet ursprünglich „durch Filz laufen lassen“ (zu germanisch *felt „Filz“).

## Terminologie
Filtrationsprozesse werden häufig mittels einer aus der Membrantechnik stammenden und durch Konventionen der International Union of Pure and Applied Chemistry (IUPAC) standardisierten Terminologie beschrieben. 
Eine filtrierte Flüssigkeit wird Filtrat genannt. Druckverlust ist der bei der Filtration auftretende Druckabfall, der auch als Filterwiderstand bezeichnet wird. Bei der Oberflächenfilterung bilden die abfiltrierten Feststoffe eine Schicht auf dem Filtermedium, den Filterkuchen. Für ein filtriertes Gas gibt es keinen einheitlichen Begriff, oftmals wird die Bezeichnung Reingas verwendet. In der Membrantechnik sind die Begriffe Retentat (zurückgehaltene Phase) und Permeat (den Filter durchdringende Phase) üblich. 
Filtrationsprozesse lassen sich nach der Größe der kleinsten Partikel beziehungsweise gelösten Makromoleküle, die einen Filter nicht mehr passieren können, klassifizieren. Man spricht man von Mikrofiltration, wenn die Mindestgröße der bei einer druckgetriebenen membranbasierten Filtration zurückgehaltenen Partikel und gelösten Makromoleküle mindestens 0,1 Mikrometer beträgt. Von Ultrafiltration spricht man, wenn die Mindestgröße der bei einer druckgetriebenen membranbasierten Filtration zurückgehaltenen Partikel und gelösten Makromoleküle zwischen 2 Nanometern und 0,1 Mikrometern liegt. Von Nanofiltration spricht man, wenn die Mindestgröße der bei einer druckgetriebenen membranbasierten Filtration zurückgehaltenen Partikel und gelösten Makromoleküle unter 2 Nanometern liegt.

## Grundlagen
Die Filtration basiert auf die Anwesenheit eines porösen Filtermediums, das z. B. aus Papier oder Textilgewebe oder Metall besteht, oder durch einen Behälter, in dem sich eine Füllung einer Filtermasse befindet. Alle Filtermaterialien stellen einen Widerstand gegenüber allen Partikeln des zu trennenden Gemisches dar. Die Triebkraft einer Filtration kann eine Gasdruckdifferenz, eine mechanische, hydraulische, hydrostatische Kraft oder eine Zentrifugalkraft sein, die auf das Filtermedium wirkt. Unterschieden wird zwischen zwei übergeordneten Kategorien, der Oberflächenfiltration und der Tiefenfiltration. Bei einer Oberflächenfiltration werden die Partikel auf der Oberfläche des Filtermediums abgeschieden, wohingegen bei einer Tiefenfiltration eine Wechselwirkung der Partikel im Inneren des Filtermediums stattfindet. Die Tiefenfiltration erfordert ein Filtermedium, bei denen die Poren viel größer sind als die abzutrennenden Partikel, um den Durchströmungswiderstand der Flüssigkeit zu verringern und um eine Einlagerung der Partikel bzw. Wechselwirkung mit dem Filtermedium zu ermöglichen. In der Regel eignet sich die Tiefenfiltration für Suspensionen mit geringer Konzentration, um eine vorzeitige Filterkuchenbildung auf der Oberfläche vom Filtermedium zu verhindern.
Im Gegensatz zur weit verbreiteten Vorstellung werden nicht nur Partikel zurückgehalten, die größer sind als die Porengröße des Filters – dieser Siebeffekt ist nur ein Mechanismus von vielen. Weitere Mechanismen sind Partikelträgheit, Diffusionseffekte, Elektrostatik oder Sperreffekt. Daher werden grundsätzlich auch Partikel abgeschieden, die weit kleiner als die Porengröße des Filters sind. Speziell im Bereich der Gasfiltration besitzen Filter einen Filterlücke genannten Bereich der Partikelgrößen, in dem Partikel nur unzureichend abgeschieden werden – dagegen werden deutlich größere Partikel (durch Trägheit und Sperreffekt) und auch deutlich kleinere (durch Diffusion) vollständig zurückgehalten.
Je nach angewandtem Filterverfahren bildet sich nach einer gewissen Zeit aus den zurückgehaltenen Partikeln entweder eine Schicht, der Filterkuchen, oder die Poren der Filtermasse werden durch die Ablagerung der zurückgehaltenen Stoffe verkleinert. Nach dem Aufbau eines ausreichend dicken Filterkuchens ist im Regelfall eine vollständige Abscheidung der Partikel gegeben, allerdings steigt auch der Strömungswiderstand des Filters deutlich an. Je nach Konzeption des Filters müssen der Filterkuchen oder die aufgenommenen Feststoffe von Zeit zu Zeit entfernt werden (beispielsweise durch Rütteln, Rückspülen oder einen Druckimpuls entgegen der Strömungsrichtung), oder der Filter muss ausgetauscht werden (bei Luftfiltern oftmals lange vor Aufbau eines Filterkuchens).
Bei der Filtration von Flüssigkeiten werden die periodischen Unterbrechungen des Filterungs-Betriebs durch Reinigungs- bzw. Rückspülvorgänge als Dead-End-Filtration bezeichnet; sie ist bei vielen Filtersystemen notwendig. Bei der Tangentialflussfiltration ist sie nicht erforderlich, wird aber aus wirtschaftlichen Gründen auch hier häufiger angewandt. Bei Entfernung des Filterkuchens über eine zulaufseitige Absaugung ist ein unterbrechungsfreier Weiterbetrieb der Filtration möglich.
Für industrielle Anwendungen sind viele unterschiedliche Filtersysteme entwickelt worden. Generell wird bei der Fest/Flüssig-Trennung  unterschieden in Klarfiltration und Trennfiltration. Bei ersterer werden die Feststoffe aus der Flüssigkeit abgetrennt, es erfolgt eine Reinigung der Flüssigkeit. Bei letzterer werden Feststoffe, die in der Flüssigkeit enthalten sind, abgetrennt.

## Filtriervorrichtungen
Filtriervorrichtungen werden vielfältig sowohl im Haushalt, Laboratorien, Versuchsanlagen wie auch in der Industrie eingesetzt. Eine typische Anwendung im Haushalt sind Staubsauger-Filtertüten aus Papier. Eine Filtriervorrichtung im chemischen Labor ist z. B. die Nutsche, ein Porzellan- oder Glastrichter mit flachem Siebboden, auf den Filtrierpapier gelegt wird. Die zu filtrierende Flüssigkeit wird eingegossen, und aus der Saugflasche, die sich unter der Nutsche befindet und mit dieser dicht verbunden ist, meist mit einer Wasserstrahlpumpe die Luft abgepumpt. Damit wird der Filtriervorgang erheblich beschleunigt, weil das Filtrat (Flüssigkeit oder Gas) durch den Filter hindurch gesaugt wird. Eine andere Methode ist das Absaugen in einem Glassintertiegel, einer Fritte.
Je nach der erforderlichen Filtratqualität, der Partikelgröße und der zu reinigenden Volumenmenge, aus der Ungelöstes abgetrennt werden soll, erfolgt dies in der Technik mit unterschiedlichen Vorrichtungen.
Für die Reinigung von Trinkwasser (z. B. Enteisenung, Entmanganung, Enthärtung) oder Brauch- aus Oberflächenwasser werden die ungelösten Bestandteile abgefiltert. Die gröberen Bestandteile im Rohwasser aus Flusswasser oder Seewasser werden zuerst über Rechensysteme abgetrennt, gefolgt von Siebmaschinen für die Abtrennung von Verunreinigungen mittlerer Partikelgröße; die abschließende Feinreinigung kann je nach Erfordernis über Filter mit Filtermaterialien, Anschwemmfilter oder Feinfilter mit Membranen durchgeführt werden. Soll dagegen die Flüssigkeitsphase aus Schlämmen abgetrennt werden, dann sind Filterpressen geeignet.
Feste Partikel werden häufig mit Oberflächenfiltern aus Gasen entfernt. Für die Reinigung großer Gasmengen, wie beispielsweise der Abgase, die bei der Verbrennung in Großkesseln der Kraftwerke mit fossilen Brennstoffen anfallen, werden neben Oberflächenfiltern auch Elektrofilter eingesetzt. Bei diesen werden die Feststoffpartikel an elektrostatisch geladenen Platten abgetrennt, es handelt sich strenggenommen also nicht um Filter im klassischen Sinne.

## Fest-Flüssig-Trennverfahren
Grundlage der Filtration von Flüssigkeiten sind besonders bei technischen Anwendungen unterschiedliche Filterausführungen. Grundsätzlich unterscheidet man zwischen Statischer Filtration und Dynamischer Filtration. Beide Verfahren können entweder im diskontinuierlichen Satzbetrieb/Batchverfahren/Chargenprozess oder teilweise, wie z. B. bei Siebmaschinen mit gleichzeitig ablaufenden Filter- und Rückspülvorgängen, kontinuierlich arbeiten.

### Statische Filtration
Bei der statischen Filtration, die bereits in der Antike angewendet wurde, treten unterschiedliche Drücke zwischen Rohmedium und Reinmedium auf und ermöglichen den erforderlichen Trenneffekt. Der Druckunterschied liegt entweder unter dem atmosphärischen Druck (Saugfiltration) oder darüber (Druckfiltration).
Daneben wird je nach der Ausführung der Filtrationsvorrichtung unterschieden zwischen Oberflächenfiltration, Schichtenfiltration und Raumfiltration bzw. Tiefenfiltration. Siehe auch Kiesfilter.
Überwiegend zu den statischen Filtern zählen Anschwemmfilter, allerdings werden auch Bauweisen verwendet, die Eigenschaften einer dynamischen Filtration aufweisen. Anschwemmfilter ermöglichen durch eine auf einem Siebträger aufgebrachte Filtermasse (z. B. aus Kieselgur, Aktivkohle oder pulverisierten Ionenaustauschern) eine besonders weitgehende Entfernung kleiner ungelöster Partikel. Zusätzlich können bei diesem System durch Adsorption je nach verwendeter Anschwemmmasse beispielsweise AOX, Ölspuren oder Geruchs- und Geschmacksstoffe mit aus einer Flüssigkeit entfernt werden.
Sterilfiltration kann sowohl mit dynamischer wie auch mit statischer Filtration durchgeführt werden. Entscheidend ist lediglich, dass die Porenöffnungen des Filtermediums oder des Filters geringer sind als die Abmessungen der Keime.
Bei der normalen Schnellfiltration liegt die Filtergeschwindigkeit bei 5–20 m/h. Bei der Langzeitfiltration dagegen, die manchmal bei der Trinkwasserreinigung verwendet wird, beträgt die Filtergeschwindigkeit nur 0,1–0,2 m/h. Die lange Verweilzeit im Bereich der Filtermasse (Kiesbett) ermöglicht hier neben dem Abfiltereffekt auch bakterielle und chemische Reaktionen wie z. B. die Oxidation gelöster Eisen(II)- bzw. Mangan-Verbindungen zu ungelöstem und damit abfiltrierbarem Eisen(III)-oxidhydrat.

### Dynamische Filtration
Ein moderneres Filtrationsverfahren ist die Membranfiltration, bei der eine dynamische Filtration erfolgt. Grundlage ist eine Tangentialflussfiltration, auch Querstromfiltration genannt. Bei dieser Filterungsart wird das Filtrat nicht in  Richtung der Strömung abgezogen, sondern quer zu ihr.